# Oberonia attenuata
Oberonia attenuata är en orkidéart som beskrevs av Alick William Dockrill. Oberonia attenuata ingår i släktet Oberonia och familjen orkidéer. Inga underarter finns listade i Catalogue of Life.